# Deutsches Meisterschaftsrudern 1975
Das 86. Deutsche Meisterschaftsrudern wurde 1975 in Duisburg ausgetragen. Wie im Vorjahr wurden insgesamt Medaillen in 18 Bootsklassen vergeben. Davon 13 bei den Männern und 5 bei den Frauen
Es waren keine Renngemeinschaften, sondern nur Vereinsmannschaften startberechtigt.

## Medaillengewinner

### Männer
| Bootsklasse                           | Gold | Silber | Bronze |
| ------------------------------------- | --- | --- | --- |
| Einer                                 | Helmut Krause (Berliner RC) | Martin Curth (Lübecker RG von 1885) | Gerhard Kroschewski (RG Kassel 1927) |
| Doppelzweier                          | RTK Germania Köln Norbert Kothe Helmut Wolber | Stuttgart-Cannstatter RC von 1910 Gerd Engel Hans-Joachim Bünger                                                                                                  | Stuttgarter RG von 1899 Hartmut Schneider Thomas Weber |
| Zweier ohne Steuermann                | Hannoverscher RC von 1880 Wolf-Dietrich Oschlies Otmar Kaufhold | Rvg. Bonn-Beuel Wolfgang Horak Gabriel Konertz | RK am Baldeneysee Wolfgang Müller Werner Hütz |
| Zweier mit Steuermann                 | Rvg. Hellas-Titania Berlin Thomas Hitzbleck Klaus Jäger Frank Kerkhoff (Stm.)                                                                                                  | Hannoverscher Ruderclub von 1880 Wolfram Thiem Frank Schütze Bernd Klocke (Stm.)                                                                                  | RK am Wannsee Heiko Köpke Thomas Strauß Michael Knop (Stm.) |
| Doppelvierer                          | RK am Baldeneysee Ulrich Zingel Volker Sauer Ferdinand Albers Wolfgang Popp | RV Saarbrücken Volker Nolte Steffen Müller Reiner Krischel Michael Rupp                                                                                           | Würzburger RG Bayern Armin Ziegler Hermann Greß Hartmut Ratz Dieter Göpfert                                                                                                |
| Vierer ohne Steuermann                | RC Hansa von 1898 Reinhard Wendemuth Bernd Truschinski Frithjof Henckel Peter van Roye                                                                                         | Keine weiteren Boote angetreten. | Keine weiteren Boote angetreten. |
| Vierer mit Steuermann                 | RG Wetzlar 1880 Hans-Johann Färber Siegfried Fricke Christoph Pitzer Andreas Fischer Werner Kahl (Stm.)                                                                        | RK am Wannsee Heiko Köpke Thomas Strauß Jens-Peter Muus Dieter Wilcke Michael Knop (Stm.)                                                                         | Duisburger RV Peter Schüttler Otto Wedde Roland Sell Ralf Raabe Ralph Pohler (Stm.)                                                                                        |
| Achter                                | RC Hansa von 1898 Reinhard Wendemuth Bernd Truschinski Frithjof Henckel Peter van Roye Norbert Kindlmann Dieter Knief Andreas Görlich Friedel Schlecht Henning Hellmann (Stm.) | Mainzer RV von 1878 Franz-Josef Buxbaum Gerhard Walter Harald Färber Hermann Lahr Werner Hellwig Franz Scholz Michael Anspach Joachim Rix Stefan Schöll (Stm.)    | RK am Baldeneysee Joachim Ehrig Wolfgang Müller Wolfgang Plottke Peter Funnekötter Volker Sauer Wolfgang Popp Werner Hütz Ferdinand Albers Henning Dahlen (Stm.)           |
| Leichtgewichts-Einer                  | Bernd Kerkhoff (RV Weser Hameln) | Christian-Georg Warlich (RV Blankenstein) | Michael Hoeft (Mainzer RV von 1878) |
| Leichtgewichts-Doppelzweier           | Trgm. Lübecker RK / Katharineum-RR Hans-Joachim Kessow Alfred Loerbroks | RC Rhenania Koblenz Joachim Breitbach Harald Breitbach | Gießener RG 1877 Bernd Renger Volker Schmidt |
| Leichtgewichts-Vierer ohne Steuermann | RC Allemannia von 1866 Heino Ramm Frank Vobbe Peter-Michael Klews Bernd Hänyes                                                                                                 | Stuttgart-Cannstatter RC von 1910 Wolfgang Fritsch Paul Lutz Ekkehard Braun Gunter Lobing                                                                         | RK am Baldeneysee Winfried Firley Walter Käß Hans Ulrich Pollender Wolfgang von der Meden                                                                                  |
| Leichtgewichts-Vierer mit Steuermann  | Stuttgart-Cannstatter RC von 1910 Wolfgang Fritsch Paul Lutz Ekkehard Braun Gunter Lobing Dieter Bubacz (Stm.)                                                                 | RK am Baldeneysee Winfried Firley Walter Käß Hans Ulrich Pollender Wolfgang von der Meden Jörg Wischnewski (Stm.)                                                 | Hannoverscher RC von 1880 Gerhard Franzius Dieter Meschede Arnd Rühe Ralf Brand Sven Schubert (Sportler) (Stm.)                                                            |
| Leichtgewichts-Achter                 | RK am Baldeneysee Frank Hohendahl Udo Schaal Rainer Wolf Wolfgang Steudel Hartmut Spohr Jörg Hons Winfried Firley Winfried Hohenhorst Hartmut Wenzel (Stm.)                    | Ulmer RC Donau Michael Hornäcker Wolfgang Heim Johannes Rasper Hansjörg Käufer Dieter Mücke Wolfram Nikolai Friedrich Haag Heinrich Göppel Jürgen Grützner (Stm.) | RC Allemannia von 1866 Heino Ramm Frank Vobbe Peter-Michael Klews Bernd Hänyes Joachim Behrens Hans-Jürgen Dursteler Matthias Wiechmann Wolfgang Hassler Achim Löll (Stm.) |

### Frauen
| Bootsklasse                 | Gold | Silber | Bronze                                                                                                  |
| --------------------------- | --- | --- | --- |
| Einer                       | Marlies Schätze (TV 1877 Essen-Kupferdreh)                                                                            | Christel Agrikola (RV Rhenania Germersheim)                                                                                | Gabriela Toader (RC Karlstadt 1928)                                                                     |
| Doppelzweier                | RC Rhenania Koblenz Regine Adam Astrid Hohl                                                                           | RC Karlstadt 1928 Marioara Sangeorzan Christa Georgi                                                                       | Keine weiteren Boote angetreten.                                                                        |
| Zweier ohne Steuerfrau      | Hamburger RC von 1925 Karin Gondolatsch Doris Leifermann                                                              | Stuttgarter RG von 1899 Isolde Eisele Marianne Weber                                                                       | Stuttgart-Cannstatter RC von 1910 Erika Endreß Monika Zipplies                                          |
| Doppelvierer mit Steuerfrau | Bremer RC Hansa Gertraude Frischmuth Annemarie Busch Monika Risse Veronika Schneider Dörte Diekmann (Stf.)            | Frauen-Ruder-Club Wannsee Felicitas Eichel Karola Brandt Christiane Pfeiffer Beate Schreiner Renate Grünke (Stf.)          | RC Karlstadt 1928 Marioara Sangeorzan Gabriela Toader Johanna Mühlon Christa Georgi Gerda Schorg (Stf.) |
| Vierer mit Steuerfrau       | Hamburger RC von 1925 Kathrin Lüdemann Marietta Mense Karin Gondolatsch Doris Leifermann Angela Braasch-Eggert (Stf.) | Berliner RC Hevella Anke Hillmann Sabine Kühne Astrid Witt-Kallmeyer Barbara Kuhlmey-Becker Christine Kuczmierrczyk (Stf.) | Keine weiteren Boote angetreten.                                                                        |